# Јелисавета Александровна Строганова
Бароница Јелисавета Александровна Строганова, удато Демидова (3. фебруара 1779, Санкт Петербург - 27. марта 1818, Париз) била је руска аристократкиња из породице Строганов. Супруга индустријалца Николаја Никитича Демидова. Већину свог живота провела је у Паризу.

## Порекло
Најмлађа ћерка активног тајног савјетника барона Александра Николајевича Строганова. По рођењу је припадала највишем престоничком племству. Јелисаветин отац био је индустријалац и власник више од пола милиона хектара земље. Њена мајка је била дворска дама и позната лепотица на Катаринином двору.

## Биографија
Децембра 1793. године, у доби од 14 година, Јелисавета се удала за 20-годишњег Николаја Никитича Демидова, богатог индустријалца. Имали су два сина: грофа Павла Николајевича Демидова (1798-1840) и Анатолија Демидова (1813-1870). Након венчања, пар живи у Москви и Санкт Петербургу, а 1800. године одлазе у Европу, где су посетили Немачку, Енглеску, Француску и Италију. Николај постаје дипломата и брачни пар се настанио у Паризу, постајући велике присташе Наполеона у Француској. Јелисавета Демидова уживала је у разним забавама и прославама, по којима је Париз био толико познат: позоришту, баловима, сјајним салонима. Али волела је више да угоштава, па се у њеној кући окупљало разнолико друштво: уметници, музичари, песници, писци. Како је била грациозна и лепо плесала, често је организовала велелепне балове. Уметница Елизабет Виже-Лебран, која се са Демидовима сусрела још за време њеног боравка у Русији (1795-1801), присетила се балова на којим је била у Паризу крајем 1801 - почетком 1802. :
```
„Сјећам се да је на овом балу госпођа Демидова извела плес, који се назива руски валцер, тако одушевљено да су присутни напустили гозбу, како би га погледали.”
```

Међутим, због све већих тензија између Француске и Русије пар се прво сели у Италију 1805. а затим 1812. враћа у Москву. Супружници су имали сасвим другачије карактере и често су живели одвојено. Она је била је прилично лепа, друштвена и духовита, док је он био је поприлично затворен, па су убрзо постали досадни једно другом. Након Анатолијевог рођења 1812. године раздвојили су се и она се вратила да живи у Паризу, док је он са дјецом живио у Риму, а потом и у Фиренци. Умрла је 1818. године. Сахрањена је на гробљу Пер Лашез. Касније, по налогу Анатолија Демидова направљен јој је величанствен надгробни споменик са стубовима од белог мермера.
Њена праунука била је Аурора Демидова, мајка кнеза Павла Карађорђевића.